# Bacino del Michigan

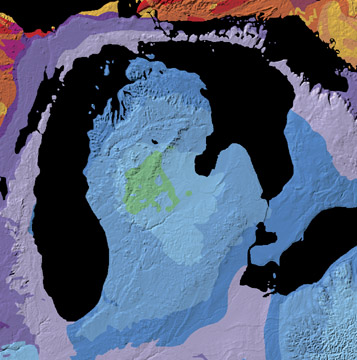
Mappa geologica del bacino del Michigan.

Il bacino del Michigan è un bacino strutturale centrato nella Penisola inferiore dello stato americano del Michigan. Ha una forma quasi circolare ed è composto da strati di roccia sedimentaria con una pendenza strutturale quasi uniforme verso il centro della penisola.

## Caratteristiche
Il bacino è centrato nella contea di Gladwin dove le rocce del basamento cristallino precambriano si trovano a una profondità di 4900 metri. Attorno ai margini, come sotto Mackinaw City, la superficie precambriana è profonda 1200 metri. Questo bordo roccioso taglia la parte settentrionale della penisola e continua sotto il Lago Michigan verso ovest. Poi passa attraverso le contee meridionali del Michigan e continua verso nord sotto il Lago Huron.

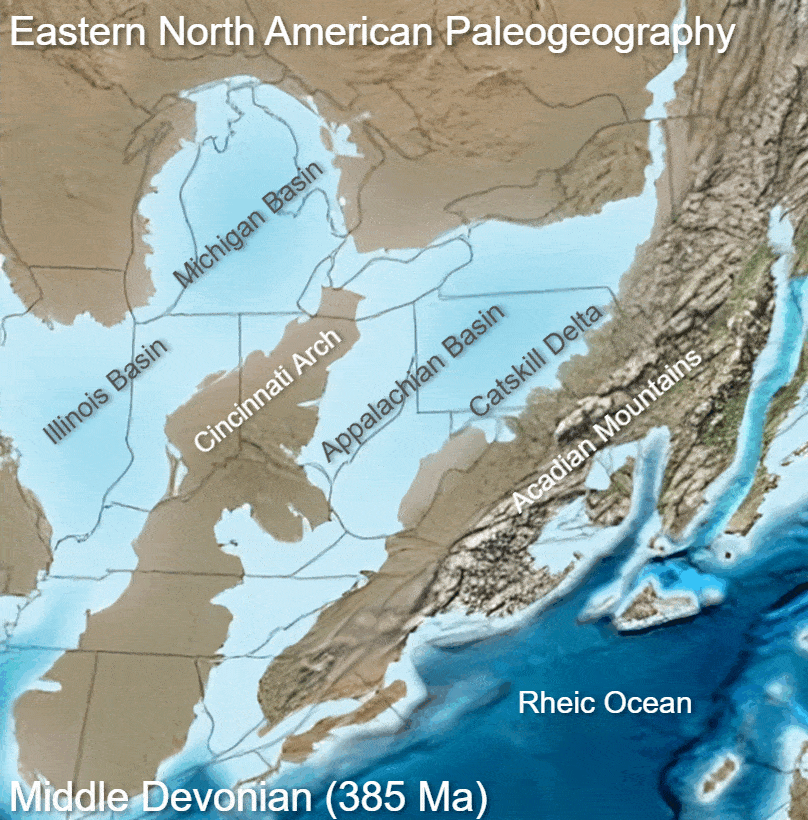
Ricostruzione paleogeografica del bacino del Michigan durante il Devoniano.

Nello scudo canadese a nord, che include la parte occidentale della Penisola superiore del Michigan, le rocce precambriane sono esposte in superficie. I confini orientali del Wisconsin lungo Green Bay si trovano lungo i margini del bacino, mentre le rocce precambriane affiorano a ovest della parte centrale del Wisconsin. I confini nordorientali dell'Illinois attorno a Chicago si trovano sul margine sudoccidentale del bacino.
A sudest il Kankakee Arch, continuazione del Cincinnati Arch, forma il margine sudorientale del bacino sottostante la parte nordest dell'Illinois e quella settentrionale dell'Indiana. A est il Findlay Arch forma il margine sudorientale del bacino volgendosi a nordest attraverso la parte nordoccidentale dell'Ohio, sotto il fondale del Lago Erie, proseguendo nell'Algonquin Arch attraverso il ramo sudorientale dell'Ontario. Il Wisconsin Arch forma il margine occidentale del bacino.
Le rocce del bacino includono arenaria e roccia carbonatica del Cambriano-Ordoviciano lungo i margini e in profondità. Al di sopra si trova dolomia e calcare del Siluriano-Devoniano, mentre gli strati del Carbonifero (Mississippiano) e Pennsylvaniano riempiono la parte centrale. Un sottile strato di sedimenti del Giurassico si trovano in superficie al centro del bacino.
Il bacino sembra essere andato in subsidenza simultaneamente al suo riempimento, dal momento che i sedimenti sembrano essere di acque poco profonde e spesso ricchi di reperti fossili. La localizzazione del bacino era su una porzione passiva della crosta terrestre. Lo sviluppo del bacino e degli archi circostanti sembra essere stato influenzato dall'attività tettonica dell'orogenesi alleganiana sviluppatasi alcune centinaia di chilometri a sud e a est.
All'interno delle rocce precambriane, appena a ovest del centro del bacino, si trova un antico rift della crosta terrestre con orientamento nord-nordovest. Questo rift sembra continuo a quello sotto il Lago Superiore, chiamato Midcontinent Rift System, che piega a ovest sotto il Lago Superiore, attraversa la parte meridionale del Minnesota, la parte centrale e occidentale dello Iowa, prosegue per il sud-est del Nebraska fino al Kansas orientale.